# Az Év Hala Svájcban
Az év hala Svájcban választás a Svájci Halászati Szövetség kezdeményezésére jött létre és 2010 óta minden évben egy halat jelölnek azért, hogy ráírányítsák a figyelmet az adott halfaj jelentőségére vagy esetleges veszélyeztetett voltára. 2014-ben botos kölönte Cottus gobio, míg 2015-ben az év hala a lazac (Salmo salar).

## A kiválasztott halfajok táblázata
| Év   | Név (magyar)      | Név (tudományos)       | Képe |
| ---- | ----------------- | ---------------------- | ---- |
| 2010 | Vaskos csabak     | Leuciscus souffia      |      |
| 2011 | Tavi pisztráng    | Salmo trutta lacustris |      |
| 2012 | Tavi szaibling    | Salvelinus alpinus     |      |
| 2013 | Rhône-vidéki bucó | Zingel asper           |      |
| 2014 | Botos kölönte     | Cottus gobio           |      |
| 2015 | Atlanti lazac     | Salmo salar            |      |